# 小林袋鼠属
小林袋鼠屬（又稱為新幾內亞高地森林小袋鼠）是袋鼠科的一個屬，包含兩個物種，分布於新幾內亞島。小林袋鼠屬曾經被視為林袋鼠属的一個亞屬。自1990年後被獨立出來，小林袋鼠屬棲息於新幾內亞島山區，大林袋鼠屬則棲息於新幾內亞島沿岸低地，兩者合稱為森林小袋鼠(Forest wallaby)。

## 外觀特徵
小林袋鼠身體加頭部的長度介於 31.5 至 46 公分之間，尾長約 22.5 至 40 公分，體重範圍則在 1.5 至 3.4 公斤之間。牠們的毛色主要為深灰棕色，臀部上方帶有較深色的斑紋，腹部的毛髮較淺。下巴、嘴唇、喉部與尾巴尖端的毛通常呈白色。雌性小林袋鼠具有育兒袋。

## 分類
小林袋鼠屬有兩個物種:
- 馬克萊氏森林小袋鼠(Dorcopsulus macleayi)，又稱為巴布亞森林小袋鼠(Macleay's dorcopsis)，分布在新幾內亞島亞東南部、海拔約81,000~1,800 公尺山區於 2015 年被IUCN瀕危物種紅色名錄列為無危物種[2]。
- 小型森林小袋鼠(Dorcopsulus vanheurni)（英语：Small dorcopsis），分布在新幾內亞島中部、海拔800–3,100 公尺的山區分佈區域位於新幾內亞島中部的山區，於 2016 年被IUCN 瀕危物種紅色名錄列為近危物種[3]。